# Triple Frontera

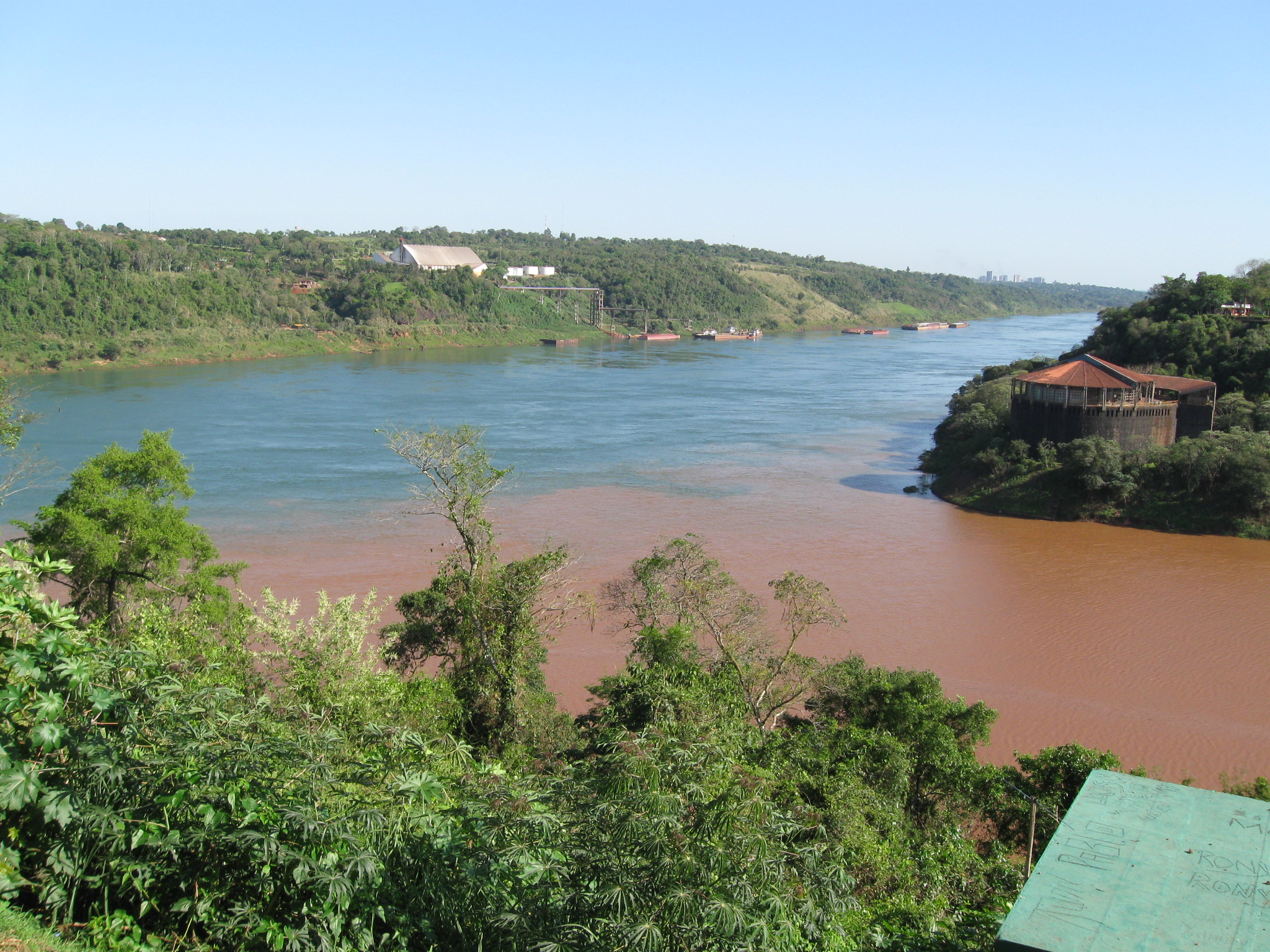
La unión de los ríos marca la triple frontera geográfica. El agua de color marrón corresponde al río Iguazú.

La Triple Frontera es un conocido trifinio internacional situado en el cruce de fronteras entre Argentina, Brasil y Paraguay, cerca de las famosas cataratas del Iguazú. En la zona se encuentran las ciudades de Puerto Iguazú (provincia de Misiones, Argentina), Foz do Iguaçu (estado de Paraná, Brasil) y  Presidente Franco y Ciudad del Este (departamento de Alto Paraná, Paraguay). 
Las fronteras de estos tres países siguen el curso de los ríos Iguazú y Paraná. El puente Tancredo Neves cruza el río Iguazú y conecta las citadas ciudades argentina y brasileña. Sobre el río Paraná, el Puente de la Amistad une Foz do Iguaçú con Ciudad del Este, además existen transportes de balsas que sobre ambos ríos conectan a Puerto Iguazú con Presidente Franco. En el área, hay un obelisco en cada país con los colores de su bandera nacional correspondiente.
En Puerto Iguazú (Argentina) está el Hito Tres Fronteras. Es un lugar turístico con un parque donde hay un monumento con los escudos y banderas de los tres países que se encuentran en la zona.
Otro ejemplo de triple frontera se da entre las ciudades de Bella Unión (Uruguay) y Monte Caseros (Argentina), separadas ambas ciudades por el río Uruguay y la Barra do Quaraí (Brasil), la cual se encuentra separada de la ciudad de Bella Unión por el río Cuareim.

## Ciudades de la Triple Frontera

#### Población
- Gran Ciudad del Este, Paraguay: 630.000
- Foz do Iguaçu, Brasil: 260.000
- Puerto Iguazú,Argentina: 52.000
- Total : 1.000.000 (estimación)